# Tony Award de Melhor Atriz Coadjuvante em Musical
O Tony Award para  Melhor atriz coadjuvante em um musical é um prêmio que tem sido ofertado desde 1950. O mesmo não foi presenteado nas três primeiras cerimônias da premiação, sendo que os indicados só passaram a ser publicitados a partir de 1956.

## Vencedores e indicados

### 1950s
| Ano                  | Atriz                | Musical              | Personagem          |
| -------------------- | -------------------- | -------------------- | ------------------- |
| 1950 4º Tony Awards  |                      |                      |                     |
| Juanita Hall         | South Pacific        | Bloody Mary          | 1951 5º Tony Awards |
| Isabel Bigley        | Guys and Dolls       | Sarah Brown          | 1951 5º Tony Awards |
| 1952 6º Tony Awards  |                      |                      |                     |
| Helen Gallagher      | Pal Joey             | Gladys Bumps         |                     |
| 1953 7º Tony Awards  |                      |                      |                     |
| Sheila Bond          | Wish You Were Here   | Fay Fromkin          |                     |
| 1954 8º Tony Awards  |                      |                      |                     |
| Gwen Verdon          | Can-Can              | Claudine             |                     |
| 1955 9º Tony Awards  |                      |                      |                     |
| Carol Haney          | The Pajama Game      | Gladys Hotchkiss     |                     |
| 1956 10º Tony Awards |                      |                      |                     |
| Lotte Lenya          | The Threepenny Opera | Jenny                |                     |
| Rae Allen            | Damn Yankees         | Gloria Thorpe        |                     |
| Pat Carroll          | Catch a Star         | Diversos personagens |                     |
| Judy Tyler           | Pipe Dream           | Suzy                 |                     |
| 1957 11º Tony Awards |                      |                      |                     |
| Edie Adams           | Lil' Abner           | Daisy Mae            |                     |
| Virginia Gibson      | Happy Hunting        | Beth Livingstone     |                     |
| Irra Petina          | Candide              | The Old Lady         |                     |
| Jo Sullivan          | The Most Happy Fella | Rosabella            |                     |
| 1958 12º Tony Awards |                      |                      |                     |
| Barbara Cook         | The Music Man        | Marian Paroo         |                     |
| Susan Johnson        | Oh, Captain!         | Mae                  |                     |
| Carol Lawrence       | West Side Story      | Maria                |                     |
| Jackie McKeever      | Oh, Captain!         | Mrs. Maud St.James   |                     |
| Josephine Premice    | Jamaica              | Ginger               |                     |
| 1959 13º Tony Awards |                      |                      |                     |
| Pat Stanley          | Goldilocks           | Lois Lee             |                     |
| Julienne Marie       | Whoop-Up             | Mary Champlain       |                     |

### 1960
| Ano                  | Atriz                                          | Musical                                | Personagem |
| -------------------- | ---------------------------------------------- | -------------------------------------- | ---------- |
| 1960 14º Tony Awards |                                                |                                        |            |
| Patricia Neway       | The Sound of Music                             | Virgilia]]                             |            |
| Sandra Church        | Gypsy                                          | Louise                                 |            |
| Pert Kelton          | Greenwillow                                    | Gramma Briggs                          |            |
| Lauri Peters         | The Sound of Music                             | Liesl von Trapp                        |            |
| 1961 15º Tony Awards |                                                |                                        |            |
| Tammy Grimes         | The Unsinkable Molly Brown                     | Molly Tobin                            |            |
| Nancy Dussault       | Do Re Mi                                       | Tilda Mullen                           |            |
| Chita Rivera         | Bye Bye Birdie                                 | Rosie Alvarez                          |            |
| 1962 16º Tony Awards |                                                |                                        |            |
| Phyllis Newman       | Subways Are For Sleeping                       | Martha Vail                            |            |
| Elizabeth Allen      | The Gay Life                                   | Magda                                  |            |
| Barbara Harris       | From the Second City                           | Diversos personagens                   |            |
| Barbra Streisand     | I Can Get It for You Wholesale                 | Miss Marmelstein                       |            |
| 1963 17º Tony Awards |                                                |                                        |            |
| Anna Quayle          | Stop the World – I Want to Get Off             | Evie / Anya / Ilse / Ginnie            |            |
| Ruth Kobart          | A Funny Thing Happened on the Way to the Forum | Domina                                 |            |
| Virginia Martin      | Little Me                                      | Young Belle Poitrine                   |            |
| Louise Troy          | Tovarich                                       | Natalia Mayovskaya                     |            |
| 1964 18º Tony Awards |                                                |                                        |            |
| Tessie O'Shea        | The Girl Who Came to Supper                    | Ada Cockle                             |            |
| Julienne Marie       | Foxy                                           | Celia                                  |            |
| Kay Medford          | Funny Girl                                     | Rose Brice                             |            |
| Louise Troy          | High Spirits                                   | Ruth Condomine                         |            |
| 1965 19º Tony Awards |                                                |                                        |            |
| Maria Karnilova      | Fiddler on the Roof                            | Golde                                  |            |
| Luba Lisa            | I Had a Ball                                   | Addie                                  |            |
| Carrie Nye           | Half a Sixpence                                | Helen Walsingham                       |            |
| Barbara Windsor      | Oh, What a Lovely War!                         | Diversos personagens                   |            |
| 1966 20º Tony Awards |                                                |                                        |            |
| Bea Arthur           | Mame                                           | Vera Charles                           |            |
| Helen Gallagher      | Sweet Charity                                  | Nickie                                 |            |
| Patricia Marand      | It's a Bird...It's a Plane...It's Superman     | Lois Lane                              |            |
| Charlotte Rae        | Pickwick                                       | Mrs. Bardell                           |            |
| 1967 21º Tony Awards |                                                |                                        |            |
| Peg Murray           | Cabaret                                        | Fraulein Kost                          |            |
| Leland Palmer        | A Joyful Noise                                 | Miss Jimmie                            |            |
| Josephine Premice    | A Hand Is on the Gate                          | Diversos personagens                   |            |
| Susan Watson         | A Joyful Noise                                 | Jenny Lee                              |            |
| 1968 22º Tony Awards |                                                |                                        |            |
| Lillian Hayman       | Hallelujah, Baby!                              | Momma                                  |            |
| Geula Gill           | The Grand Music Hall of Israel                 | Diversos personagens                   |            |
| Julie Gregg          | The Happy Time                                 | Laurie Mannon                          |            |
| Alice Playten        | Henry, Sweet Henry                             | Lillian 'Lili' Kafritz                 |            |
| 1969 23º Tony Awards |                                                |                                        |            |
| Marian Mercer        | Promises, Promises                             | Marge MacDougall                       |            |
| Sandy Duncan         | Canterbury Tales                               | Molly / Allison / May / The Sweetheart |            |
| Lorraine Serabian    | Zorba                                          | Leader                                 |            |
| Virginia Vestoff     | 1776                                           | Abigail Adams                          |            |

### 1970s
| Ano                  | Atriz                                 | Musical                      | Personagem |
| -------------------- | ------------------------------------- | ---------------------------- | ---------- |
| 1970 24º Tony Awards |                                       |                              |            |
| Melba Moore          | Purlie                                | Lutiebell Gussie Mae Jenkins |            |
| Bonnie Franklin      | Applause                              | Bonnie the Gypsy             |            |
| Penny Fuller         | Applause                              | Eve Harrington               |            |
| Melissa Hart         | Georgy                                | Meredith                     |            |
| 1971 25º Tony Awards |                                       |                              |            |
| Patsy Kelly          | No, No, Nanette                       | Pauline                      |            |
| Barbara Barrie       | Company                               | Sarah                        |            |
| Pamela Myers         | Company                               | Marta                        |            |
| 1972 26º Tony Awards |                                       |                              |            |
| Linda Hopkins        | Inner City                            | Diversos personagens         |            |
| Adrienne Barbeau     | Grease                                | Betty Rizzo                  |            |
| Bernadette Peters    | On the Town                           | Hildy Esterhazy              |            |
| Beatrice Winde       | Ain't Supposed to Die a Natural Death | Diversos Personagens         |            |
| 1973 27º Tony Awards |                                       |                              |            |
| Patricia Elliott     | A Little Night Music                  | Countess Charlotte Malcolm   |            |
| Hermione Gingold     | A Little Night Music                  | Madame Armfeldt              |            |
| Patsy Kelly          | Irene                                 | Mrs. O'Dare                  |            |
| Irene Ryan           | Pippin                                | Berthe                       |            |
| 1974 28º Tony Awards |                                       |                              |            |
| Janie Sell           | Over Here!                            | Mitzi                        |            |
| Leigh Beery          | Cyrano                                | Roxana                       |            |
| Maureen Brennan      | Candide                               | Cunégonde                    |            |
| June Gable           | Candide                               | The Old Lady                 |            |
| Ernestine Jackson    | Raisin                                | Ruth Younger                 |            |
| 1975 29º Tony Awards |                                       |                              |            |
| Dee Dee Bridgewater  | The Wiz                               | Glinda                       |            |
| Susan Browning       | Goodtime Charley                      | Agnès Sorel                  |            |
| Zan Charisse         | Gypsy                                 | Louise                       |            |
| Taina Elg            | Where's Charley?                      | Donna Lucia D'Alvadorez      |            |
| Kelly Garrett        | The Night That Made America Famous    | Diversos personagens         |            |
| Donna Theodore       | Shenandoah                            | Ann Anderson                 |            |
| 1976 30º Tony Awards |                                       |                              |            |
| Kelly Bishop         | A Chorus Line                         | Sheila Bryant                |            |
| Priscilla Lopez      | A Chorus Line                         | Diana Morales                |            |
| Patti LuPone         | The Robber Bridegroom                 | Rosamund Musgrove            |            |
| Virginia Seidel      | Very Good Eddie                       | Elsie Darling                |            |
| 1977 31º Tony Awards |                                       |                              |            |
| Delores Hall         | Your Arms Too Short to Box with God   | Diversos personagens         |            |
| Ellen Greene         | The Threepenny Opera                  | Jenny                        |            |
| Millicent Martin     | Side by Side by Sondheim              | Diversos personagens         |            |
| Julia McKenzie       | Side by Side by Sondheim              | Diversos personagens         |            |
| 1978 32º Tony Awards |                                       |                              |            |
| Nell Carter          | Ain't Misbehavin'                     | Nell                         |            |
| Imogene Coca         | On the Twentieth Century              | Letitia Primrose             |            |
| Ann Reinking         | Dancin'                               | Diversos personagens         |            |
| Charlayne Woodard    | Ain't Misbehavin'                     | Charlayne                    |            |
| 1979 33º Tony Awards |                                       |                              |            |
| Carlin Glynn         | The Best Little Whorehouse in Texas   | Mona Stangley                |            |
| Joan Ellis           | The Best Little Whorehouse in Texas   | Shy                          |            |
| Millicent Martin     | King of Hearts                        | Madame Madeleine             |            |
| Maxine Sullivan      | My Old Friends                        | Mrs. Cooper                  |            |

### 1980s
| Ano                  | Atriz                                        | Musical                                       | Personagem |
| -------------------- | -------------------------------------------- | --------------------------------------------- | ---------- |
| 1980 34º Tony Awards |                                              |                                               |            |
| Priscilla Lopez      | A Day in Hollywood / A Night in the Ukraine  | Gino / Usherette                              |            |
| Debbie Allen         | West Side Story                              | Anita                                         |            |
| Glenn Close          | Barnum                                       | Charity 'Chairy'                              |            |
| Josie de Guzman      | West Side Story                              | Maria                                         |            |
| 1981 35º Tony Awards |                                              |                                               |            |
| Marilyn Cooper       | Woman of the Year                            | Jan Donovan                                   |            |
| Phyllis Hyman        | Sophisticated Ladies                         | Diversos personagens                          |            |
| Wanda Richert        | 42nd Street                                  | Peggy Sawyer                                  |            |
| Lynne Thigpen        | Tintypes                                     | Sussanah                                      |            |
| 1982 36º Tony Awards |                                              |                                               |            |
| Liliane Montevecchi  | Nine                                         | Liliane La Fleur                              |            |
| Karen Akers          | Nine                                         | Luisa Contini                                 |            |
| Laurie Beechman      | Joseph and the Amazing Technicolor Dreamcoat | Narrador                                      |            |
| Anita Morris         | Nine                                         | Carla Albanese                                |            |
| 1983 37º Tony Awards |                                              |                                               |            |
| Betty Buckley        | Cats                                         | Grizabella                                    |            |
| Christine Andreas    | On Your Toes                                 | Frankie Frayne                                |            |
| Karla Burns          | Show Boat                                    | Queenie                                       |            |
| Denny Dillon         | My One and Only                              | Mickey                                        |            |
| 1984 38º Tony Awards |                                              |                                               |            |
| Lila Kedrova         | Zorba                                        | Madame Hortense                               |            |
| Martine Allard       | The Tap Dance Kid                            | Emma                                          |            |
| Liz Callaway         | Baby                                         | Lizzie Fields                                 |            |
| Dana Ivey            | Sunday in the Park with George               | Yvonne / Naomi Eisen                          |            |
| 1985 39º Tony Awards |                                              |                                               |            |
| Leilani Jones        | Grind                                        | Satin                                         |            |
| Evalyn Baron         | Quilters                                     | Filha                                         |            |
| Mary Beth Peil       | The King and I                               | Anna Leonowens                                |            |
| Lenka Peterson       | Quilters                                     | Sarah                                         |            |
| 1986 40º Tony Awards |                                              |                                               |            |
| Bebe Neuwirth        | Sweet Charity                                | Nickie                                        |            |
| Patti Cohenour       | The Mystery of Edwin Drood                   | Rosa Bud / Deirdre Peregrine                  |            |
| Jana Schneider       | The Mystery of Edwin Drood                   | Helena Landless / Janet Conover               |            |
| Elisabeth Welch      | Jerome Kern Goes to Hollywood                | Diversos personagens                          |            |
| 1987 41º Tony Awards |                                              |                                               |            |
| Frances Ruffelle     | Les Misérables                               | Éponine                                       |            |
| Jane Connell         | Me and My Girl                               | Duchess Maria                                 |            |
| Judy Kuhn            | Les Misérables                               | Cosette                                       |            |
| Jane Summerhays      | Me and My Girl                               | Jaqueline 'Jackie' Carstone                   |            |
| 1988 42º Tony Awards |                                              |                                               |            |
| Judy Kaye            | The Phantom of the Opera                     | Carlotta Guidicelli                           |            |
| Leleti Khumalo       | Sarafina!                                    | Sarafina                                      |            |
| Alyson Reed          | Cabaret                                      | Sally Bowles                                  |            |
| Regina Resnik        | Cabaret                                      | Fraulein Schneider                            |            |
| 1989 43º Tony Awards |                                              |                                               |            |
| Debbie Gravitte      | Jerome Robbins' Broadway                     | Hildy Esterhazy / Mazeppa / Rosalia / Company |            |
| Jane Lanier          | Jerome Robbins' Broadway                     | Diversos personagens                          |            |
| Faith Prince         | Jerome Robbins' Broadway                     | Ma / Tessie / Company                         |            |
| Julie Wilson         | Legs Diamond                                 | Flo                                           |            |

### 1990s
| Ano                   | Atriz                                     | Musical                    | Personagem |
| --------------------- | ----------------------------------------- | -------------------------- | ---------- |
| 1990 44º Tony Awards  |                                           |                            |            |
| Randy Graff           | City of Angels                            | Oolie / Donna              |            |
| Jane Krakowski        | Grand Hotel                               | Freida Flamm / Flaemmchen  |            |
| Kathleen Rowe McAllen | Aspects of Love                           | Giulietta Trapani          |            |
| Crista Moore          | Gypsy                                     | Louise                     |            |
| 1991 45º Tony Awards  |                                           |                            |            |
| Daisy Eagan           | The Secret Garden                         | Mary Lennox                |            |
| Alison Fraser         | The Secret Garden                         | Martha Sowerby             |            |
| Cady Huffman          | The Will Rogers Follies                   | Preferidas de Ziegfeld     |            |
| LaChanze              | Once on This Island                       | Ti Moune                   |            |
| 1992 46º Tony Awards  |                                           |                            |            |
| Tonya Pinkins         | Jelly's Last Jam                          | Anita                      |            |
| Liz Larsen            | The Most Happy Fella                      | Cleo                       |            |
| Vivian Reed           | The High Rollers Social and Pleasure Club | Enchantress                |            |
| Barbara Walsh         | Falsettos                                 | Trina                      |            |
| 1993 47º Tony Awards  |                                           |                            |            |
| Andrea Martin         | My Favorite Year                          | Alice Miller               |            |
| Marcia Mitzman Gaven  | The Who's Tommy                           | Nora Walker                |            |
| Jan Graveson          | Blood Brothers                            | Linda                      |            |
| Lainie Kazan          | My Favorite Year                          | Belle Carroca              |            |
| 1994 48º Tony Awards  |                                           |                            |            |
| Audra McDonald        | Carousel                                  | Carrie Pipperidge Snow     |            |
| Marcia Lewis          | Grease                                    | Miss Lynch                 |            |
| Sally Mayes           | She Loves Me                              | Ilona Ritter               |            |
| Marin Mazzie          | Passion                                   | Clara                      |            |
| 1995 49º Tony Awards  |                                           |                            |            |
| Gretha Boston         | Show Boat                                 | Queenie                    |            |
| Brenda Braxton        | Smokey Joe's Cafe                         | Diversos personagens       |            |
| B.J. Crosby           | Smokey Joe's Cafe                         | Diversos personagens       |            |
| DeLee Lively          | Smokey Joe's Cafe                         | Diversos personagens       |            |
| 1996 50º Tony Awards  |                                           |                            |            |
| Ann Duquesnay         | Bring in 'da Noise, Bring in 'da Funk     | 'da Singer / The Chanteuse |            |
| Joohee Choi           | The King and I                            | Tuptim                     |            |
| Veanne Cox            | Company                                   | Amy                        |            |
| Idina Menzel          | Rent                                      | Maureen Johnson            |            |
| 1997 51º Tony Awards  |                                           |                            |            |
| Lillias White         | The Life                                  | Sonja                      |            |
| Marcia Lewis          | Chicago                                   | Matron Mama Morton         |            |
| Andrea Martin         | Candide                                   | The Old Lady               |            |
| Debra Monk            | Steel Pier                                | Shelby Stevens             |            |
| 1998 52º Tony Awards  |                                           |                            |            |
| Audra McDonald        | Ragtime                                   | Sarah                      |            |
| Anna Kendrick         | High Society                              | Dinah Lord                 |            |
| Tsidii Le Loka        | The Lion King                             | Rafiki                     |            |
| Mary Louise Wilson    | Cabaret                                   | Fraulein Schneider         |            |
| 1999 53º Tony Awards  |                                           |                            |            |
| Kristin Chenoweth     | You're a Good Man, Charlie Brown          | Sally Brown                |            |
| Gretha Boston         | It Ain't Nothin' But the Blues            | Diversos personagens       |            |
| Valerie Pettiford     | Fosse                                     | Diversos personagens       |            |
| Mary Testa            | On the Town                               | Madame Maude P. Dilly      |            |

### 2000s
| Ano                   | Atriz                                      | Musical                                   | Personagem |
| --------------------- | ------------------------------------------ | ----------------------------------------- | ---------- |
| 2000 54º Tony Awards  |                                            |                                           |            |
| Karen Ziemba          | Contact                                    | Wife                                      |            |
| Laura Benanti         | Swing!                                     | Diversos personagens                      |            |
| Ann Hampton Callaway  | Swing!                                     | Diversos personagens                      |            |
| Eartha Kitt           | The Wild Party                             | Dolores                                   |            |
| Deborah Yates         | Contact                                    | Gina Minetti                              |            |
| 2001 55º Tony Awards  |                                            |                                           |            |
| Cady Huffman          | The Producers                              | Ulla                                      |            |
| Polly Bergen          | Follies                                    | Carlotta Campion                          |            |
| Kathleen Freeman      | The Full Monty                             | Jeanette Burmeister                       |            |
| Kate Levering         | 42nd Street                                | Peggy Sawyer                              |            |
| Mary Testa            | 42nd Street                                | Maggie Jones                              |            |
| 2002 56º Tony Awards  |                                            |                                           |            |
| Harriet Sansom Harris | Thoroughly Modern Millie                   | Mrs. Meers                                |            |
| Laura Benanti         | Into the Woods                             | Cinderella                                |            |
| Spencer Kayden        | Urinetown                                  | Little Sally                              |            |
| Judy Kaye             | Mamma Mia!                                 | Rosie Mulligan                            |            |
| Andrea Martin         | Oklahoma!                                  | Aunt Eller                                |            |
| 2003 57º Tony Awards  |                                            |                                           |            |
| Jane Krakowski        | Nine                                       | Carla Albanese                            |            |
| Tammy Blanchard       | Gypsy                                      | Louise                                    |            |
| Mary Stuart Masterson | Nine                                       | Luisa Contini                             |            |
| Chita Rivera          | Nine                                       | Liliane La Fleur                          |            |
| Ashley Tuttle         | Movin' Out                                 | Judy                                      |            |
| 2004 58º Tony Awards  |                                            |                                           |            |
| Anika Noni Rose       | Caroline, or Change                        | Emmie Thibodeaux                          |            |
| Beth Fowler           | The Boy from Oz                            | Marion Woolnough                          |            |
| Isabel Keating        | The Boy from Oz                            | Judy Garland                              |            |
| Jennifer Westfeldt    | Wonderful Town                             | Eileen Sherwood                           |            |
| Karen Ziemba          | Never Gonna Dance                          | Mabel Pritt                               |            |
| 2005 59º Tony Awards  |                                            |                                           |            |
| Sara Ramirez          | Spamalot                                   | Lady of the Lake                          |            |
| Joanna Gleason        | Dirty Rotten Scoundrels                    | Muriel Eubanks                            |            |
| Celia Keenan-Bolger   | The 25th Annual Putnam County Spelling Bee | Olive Ostrovsky                           |            |
| Jan Maxwell           | Chitty Chitty Bang Bang                    | Baroness Bomburst                         |            |
| Kelli O'Hara          | The Light in the Piazza                    | Clara Johnson                             |            |
| 2006 60º Tony Awards  |                                            |                                           |            |
| Beth Leavel           | The Drowsy Chaperone                       | The Drowsy Chaperone / Beatrice Stockwell |            |
| Carolee Carmello      | Lestat                                     | Gabrielle de Lioncourt                    |            |
| Felicia P. Fields     | The Color Purple                           | Sofia Johnson                             |            |
| Megan Lawrence        | The Pajama Game                            | Gladys Hotchkiss                          |            |
| Elisabeth Withers     | The Color Purple                           | Shug Avery                                |            |
| 2007 61º Tony Awards  |                                            |                                           |            |
| Mary Louise Wilson    | Grey Gardens                               | Edith Ewing Bouvier Beale                 |            |
| Charlotte d'Amboise   | A Chorus Line                              | Cassie Ferguson                           |            |
| Rebecca Luker         | Mary Poppins                               | Winifred Banks                            |            |
| Orfeh                 | Legally Blonde                             | Paulette Bonafonté                        |            |
| Karen Ziemba          | Curtains                                   | Georgia Hendricks                         |            |
| 2008 62º Tony Awards  |                                            |                                           |            |
| Laura Benanti         | Gypsy                                      | Louise                                    |            |
| Loretta Ables Sayre   | South Pacific                              | Bloody Mary                               |            |
| De'Adre Aziza         | Passing Strange                            | Edwina / Marianna / Sudabey               |            |
| Andrea Martin         | Young Frankenstein                         | Frau Blücher                              |            |
| Olga Merediz          | In the Heights                             | Abuela Claudia                            |            |
| 2009 63º Tony Awards  |                                            |                                           |            |
| Karen Olivo           | West Side Story                            | Anita Palacio                             |            |
| Jennifer Damiano      | Next to Normal                             | Natalie Goodman                           |            |
| Haydn Gwynne          | Billy Elliot the Musical                   | Georgia Wilkinson                         |            |
| Carole Shelley        | Billy Elliot the Musical                   | Grandma                                   |            |
| Martha Plimpton       | Pal Joey                                   | Gladys Bumps                              |            |

### 2010s
| Ano                    | Atriz                                            | Musical                            | Personagem        |
| ---------------------- | ------------------------------------------------ | ---------------------------------- | ----------------- |
| 2010 64º Tony Awards   |                                                  |                                    |                   |
| Katie Finneran         | Promises, Promises                               | Marge MacDougall                   |                   |
| Barbara Cook           | Sondheim on Sondheim                             | Diversos personagens               |                   |
| Angela Lansbury        | A Little Night Music                             | Madame Armfeldt                    |                   |
| Karine Plantadit       | Come Fly Away                                    | Kate                               |                   |
| Lillias White          | Fela!                                            | Funmilayo Ransome-Kuti             |                   |
| 2011 65º Tony Awards   |                                                  |                                    |                   |
| Nikki M. James         | The Book of Mormon                               | Nabulungi Hatimbi                  |                   |
| Laura Benanti          | Women on the Verge of a Nervous Breakdown        | Candela                            |                   |
| Tammy Blanchard        | How to Succeed in Business Without Really Trying | Hedy La Rue                        |                   |
| Victoria Clark         | Sister Act                                       | Madre Superior                     |                   |
| Patti LuPone           | Women on the Verge of a Nervous Breakdown        | Lucia                              |                   |
| 2012 66º Tony Awards   |                                                  |                                    |                   |
| Judy Kaye              | Nice Work If You Can Get It                      | Estonia Dulworth                   |                   |
| Elizabeth A. Davis     | Once                                             | Réza                               |                   |
| Jayne Houdyshell       | Follies                                          | Hattie Walker                      |                   |
| Jessie Mueller         | On a Clear Day You Can See Forever               | Melinda Wells                      |                   |
| Da'Vine Joy Randolph   | Ghost the Musical                                | Oda Mae Brown                      |                   |
| 2013 67º Tony Awards   |                                                  |                                    |                   |
| Andrea Martin          | Pippin                                           | Berthe                             |                   |
| Annaleigh Ashford      | Kinky Boots                                      | Lauren                             |                   |
| Victoria Clark         | Rodgers and Hammerstein's Cinderella             | Marie / Fairy Godmother            |                   |
| Keala Settle           | Hands on a Hardbody                              | Norma Valverde                     |                   |
| Lauren Ward            | Matilda the Musical                              | Miss Jennifer "Jenny" Honey        |                   |
| 2014 68º Tony Awards   |                                                  |                                    |                   |
| Lena Hall              | Hedwig and the Angry Inch                        | Yitzhak                            |                   |
| Linda Emond            | Cabaret                                          | Fräulein Schneider                 |                   |
| Anika Larsen           | Beautiful: The Carole King Musical               | Cynthia Weil                       |                   |
| Adriane Lenox          | After Midnight                                   | Diversos personagens               |                   |
| Lauren Worsham         | A Gentleman's Guide to Love and Murder           | Phoebe D'Ysquith                   |                   |
| 2015 69º Tony Awards   |                                                  |                                    |                   |
| Ruthie Ann Miles       | The King and I                                   | Lady Thiang                        |                   |
| Victoria Clark         | Gigi                                             | Mamita                             |                   |
| Judy Kuhn              | Fun Home                                         | Helen Fontana Bechdel              |                   |
| Sydney Lucas           | Fun Home                                         | Alison Bechdel                     |                   |
| Emily Skeggs           | Fun Home                                         | Alison Bechdel]                    |                   |
| 2016 70º Tony Awards   |                                                  |                                    |                   |
| Renée Elise Goldsberry | Hamilton                                         | Angelica Schuyler Church           |                   |
| Danielle Brooks        | The Color Purple                                 | Sofia Johnson                      |                   |
| Jane Krakowski         | She Loves Me                                     | Ilona Ritter                       |                   |
| Jennifer Simard        | Disaster!                                        | Sister Mary Downy                  |                   |
| Adrienne Warren        | Shuffle Along                                    | Gertrude Saunders / Florence Mills |                   |
| 2017 71º Tony Awards   |                                                  |                                    |                   |
| Rachel Bay Jones       | Dear Evan Hansen                                 | Heidi Hansen                       |                   |
| Kate Baldwin           | Hello, Dolly!                                    | Irene Molloy                       |                   |
| Stephanie J. Block     | Falsettos                                        | Trina                              |                   |
| Jenn Colella           | Come from Away                                   | Annette, Beverley Bass, e outros   |                   |
| Mary Beth Peil         | Anastasia                                        | Maria Feodorovna                   |                   |
| 2018 72º Tony Awards   | Ariana DeBose                                    | Summer: The Donna Summer Musical   | Disco Donna       |
| 2018 72º Tony Awards   | Renée Fleming                                    | Carousel                           | Nettie Fowler     |
| 2018 72º Tony Awards   | Lindsay Mendez                                   | Carousel                           | Carrie Pipperidge |
| 2018 72º Tony Awards   | Ashley Park                                      | Mean Girls                         | Gretchen Wieners  |
| 2018 72º Tony Awards   | Diana Rigg                                       | My Fair Lady                       | Mrs. Higgins      |

## Total de vitórias
2 Vitórias
- Judy Kaye
- Andrea Martin
- Audra McDonald

## Total de indicações
| 5 indicações - Andrea Martin 4 indicações - Laura Benanti 3 indicações - Victoria Clark - Judy Kaye - Jane Krakowski - Karen Ziemba | 2 indicações - Tammy Blanchard - Gretha Boston - Barbara Cook - Helen Gallagher - Cady Huffman - Patsy Kelly - Judy Kuhn - Marcia Lewis - Priscilla Lopez - Patti LuPone - Julienne Marie - Millicent Martin - Audra McDonald - Mary Beth Peil - Josephine Premice - Chita Rivera - Mary Testa - Louise Troy - Lillias White - Mary Louise Wilson |

## Vitórias totais por personagem
2 vitórias
- Marge MacDougall de Promises, Promises

## Indicações totais por personagem
| 5 indicações - Louise de Gypsy 3 indicações - Fraulein Schneider de Cabaret - The Old Lady de Candide | 2 indicações - Anita de West Side Story - Berthe de Pippin - Bloody Mary de South Pacific - Carla Albanese de Nine - Carrie Pipperidge de Carousel - Gladys Bumps de Pal Joey - Gladys Hotchkiss de The Pajama Game - Hildy Esterhazy de On the Town e Jerome Robbins' Broadway - Ilona Ritter de She Loves Me - Jenny de The Threepenny Opera - Liliane La Fleur de Nine - Luisa Contini de Nine - Madame Armfeldt de A Little Night Music - Marge MacDougall de Promises, Promises - Maria de West Side Story - Nickie de Sweet Charity - Peggy Sawyer de 42nd Street - Queenie de Show Boat - Sofia Johnson de The Color Purple - Trina de Falsettos |